# Гадни копилета
„Гадни копилета“ (на английски: Inglourious Basterds) е американско-германски пълнометражен игрален филм от 2009 на режисьора и сценарист Куентин Тарантино. Снимките на филма започват през октомври 2008, и се осъществяват в няколко държави от Стара Европа, най-вече Франция и Германия.
Заглавието на филма наподобява това на италианския военен филм от 1978 г. Безславните копелдаци („The Inglorious Bastards“), но филмът на Тарантино не е римейк. Историята проследява действията на партизанска група от американски евреи, както и опит за убийство на висшето ръководство на Нацистка Германия.
Гадни копилета присъства в селекцията на 62-рия Международен филмов фестивал в Кан през май 2009, където е и световната му премиера. Кристоф Валц печели награда за най-добър актьор, участвайки във филма като немския полковник от СС Ханс Ланда.

## Названието
В оригинал филмът се нарича „Inglourious Bastеrds“, въпреки че граматически и правописно правилно би било да се напише „The Inglorious Bastards“. Като заглавие на филма си Куентин Тарантино взема американското наименование на филма на Енцо Дж. Кастелари Quel maledetto treno blindato, прожектиран в САЩ под името „The Inglorious Bastards“, но нарочно се отказва от определителния член и допуска две правописни грешки. По тази причина, за да се предаде замисълът на автора, следва названието на филма също да се превежда с грешки.
На въпроса защо е допуснал правописните грешки в името на филма, самият Тарантино отговаря: „Никога не смятам да го обяснявам“. Но журналисти все пак успяват да получат частичен отговор: „А защо „basterds“? Ами просто защото думата така и се произнася: „basterds“.“

## Сюжет
Внимание:  Текстът по-долу разкрива сюжета на произведението (или части от него)!
Филмът представлява своеобразно изследване на отмъщението, а историята му е алтернативен поглед върху събитията от Втората световна война.
През 1941 година в окупираната Франция действа офицерът от Вафен-СС Ханс Ланда, познат с прякора си Ловецът на евреи. Той посещава дома на френския селянин Перие Лападит по подозрения, че последният укрива еврейско семейство. Ланда успява да пречупи Лападит, който му разкрива скривалището под дъските на пода. Подчинените на Ланда войници стрелят по скривалището, убивайки всички без Шошана Драйфус, която успява да избяга.
Три години по-късно Шошана живее в Париж и притежава малко кино, укривайки се под името Емануел Мимю. Там тя среща Фредерик Цолер – германски военен герой, станал известен с пропагандния филм Гордостта на нацията, в който той играе себе си. В опит да я впечатли, Цолер убеждава министъра на пропагандата Йозеф Гьобелс да премести премиерата на филма в киното на Шошана, а на прожекцията да присъстват самият Адолф Хитлер, както и други висшестоящи политически фигури Херман Гьоринг и Мартин Борман).
Шошана вижда в това присъствието на толкова висши нацисти идеална възможност за отмъщение. Тя и нейният цветнокож приятел прожекционист Марсел решават да подпалят киното с нитратни ленти докато трае прожекцията, а вместо краят на Гордостта на нацията ще бъде прожектиран неин кратък филм, в който тя изяснява еврейската си самоличност.
В същото време група от осем американски войници евреи е спусната с парашут във Франция. Отрядът е предвождан от лейтенант Алдо Рейн-Апача, а към тях се присъединява и германецът Хуго Щиглиц. Мисията им е да всяват ужас и паника в Третия райх, брутално убивайки и скалпирайки германски войници. Отрядът придобива названието „гадните копилета“. След всяка своя атака обаче те оставят един оцелял, който да разкаже какво е видял. Оцелелите обаче биват „белязвани“ чрез издълбаване с нож на свастика върху челата им. Самите „копилета“ и Шошана не разбират едни за други до края на филма.
Междувременно военното ръководство на Великобритания разбира за планираната премиера, и разработва план за елиминирането на Хитлер и Гьобелс чрез поставяне на експлозиви в киносалона. Британският лейтенант и филмов експерт Арчи Хикокс е изпратен в Париж, където трябва да се срещне с германската актриса и двоен агент Бриджет фон Хамерсмарк, както и „копилетата“. Мястото на срещата им е малка таверна, в която (без това да е било очаквано) група от германски войници празнуват раждането на син на един от тях. В хода на събитията Хикокс се издава и избухва престрелка. Германските войници, Хикокс и няколко „копилета“ са убити.
По-късно на мястото на престрелката пристига Ланда, който намира едната от обувките на фон Хамерсмарк. На премиерата на Гордостта на нацията той я затваря в малка стая, където я кара да събуе една от обувките си. Ланда обува на крака ѝ тази, която е намерил в таверната, а обувката се оказва точно по мярка. След това той удушава фон Хамерсмарк и нарежда на хората си да арестуват Рейн (който също присъства в киното под много зле изработена фалшива самоличност). Ланда отвежда него и друг пленник от „копилетата“ – Утивич, в таверна близо до киното. Там те уговарят сделка с командира на еврейския отряд, според която Ланда ще трябва да се предаде без да бъде съден, а операцията по взривяването на киното да бъде извършена, с което войната да се прекрати.
По това време в киното филмът вече се прожектира, но Цолер не желае да го гледа. Той отива до прожекционната стая, където Шошана се готви да пусне последната ролка от лентата. На нея е заснета самата Шошана, разкриваща на всички нацисти в залата еврейския си произход, и намерението си да ги убие. Цолер влиза в прожекционната и след кратък спор Шошана го застрелва. Моменти след това обаче тя изпитва известно съжаление и отива до него. Той обаче (все още жив) изважда своя пистолет и я застрелва от упор, убивайки я. Цолер умира секунди след това от раните си. При прожектирането на филма на Шошана, Марсел подпалва нитратните ленти зад екрана, и залата избухва в пламъци. Публиката тръгва да бяга панически към залостените врати, а в това време „копилетата“ Доновиц и Ълмър проникват в един от балконите, и застрелват от упор Хитлер и Гьобелс. Малко след това експлозивите в салона се взривяват, избивайки всички.
В последната сцена Ланда и шофьорът му Херман карат заключните с белезници Рейн и Утивич към американските позиции, както е според сделката. Всички слизат от камиона, а пленниците са освободени от белезниците. Рейн застрелва Херман и нарежда на Утивич да го скалпира. Рейн казва на Ланда, че „не би било удобно да носи нацистката си униформа до края на живота си“, и затова решава да му направи „униформа, която не може да свали“. Рейн издълбава дълбока свастика в челото на Ланда, и казва на Утивич, че това вероятно е неговият „шедьовър“.

## Герои и актьорски състав

### Протагонисти

#### копилетата
- Брад Пит като лейтенант Алдо Рейн, по прякор Алдо Апача[8] – бързо говорещ и с южняшки акцент, отмъстителен американски военен с индианска кръв от малко населено място в Тенеси, който събира партизански отряд от 8 еврейски войници. Описван като „словоохотлив, несъобразяващ се със законите разбойник“, подобен на друг герой на Тарантино – Джулс Уинфийлд от Криминале.[9] Името му е избрано в знак на почит към актьора Алдо Рей, изиграл множество роли на корав американски войник във филми за Втората световна война.
- Илай Рот като старши сержант Дони Доновиц, по прякор Мечока-евреин[10] – висок, неприятен и леко налудничав американски евреин от Бостън, чийто „специалитет“ е да убива нацистки войници с бухалка за бейзбол. Във Вермахта дори се носят слухове за него, че е всъщност голем – чудовище от еврейския фолклор.
- Тил Швайгер като Хуго Щиглиц – тих и особен психопат, роден в Германия и служил във Вермахта, преди да убие 13 офицери от Гестапо, за което бива затворен. Впоследствие освободен от Копилетата и приет в техните редици. Героят е наречен на второразреден актьор от 1970-те години.[11]
- Гедеон Буркхард като ефрейтор Вилхелм Вики – австро-германски евреин, емигрирал в САЩ при установяването на Третия Райх.[12] Преводач на отряда.
- Би Джей Новак като редник Смитсън Утивич, по прякор Мъника[13] – той и Алдо Рейн предават полковник Ланда на съюзническите войски след сключена сделка.
- Омар Дуум като редник Омар Ълмър.[14]
- Сам Ливайн като редник Джеролд Хиршберг.[15]
- Пол Ръст като редник Анди Кейгън.[16]
- Майкъл Бакол като редник Майкъл Цимерман.
- Карлос Фидел като редник Саймън Саковиц.[17]

#### Други
- Мелани Лоран като Шошана Драйфус – основен протагонист,[18] млада френска еврейка, чието семейство е избито от полковник Ханс Ланда. Наследява малко кино, където планира да убие ръководството на Нацистка Германия.
- Майкъл Фасбендър като лейтенант Арчи Хикокс – млад и добре образован британски лейтенант, работил като филмов критик и специалист по немското кино преди да постъпи в армията.
- Даян Крюгер като Бриджет фон Хамерсмарк – германска филмова звезда, агент на Съюзниците.[13]
- Майкъл Майърс като генерал Ед Феник – британски военен, разработил план за елиминирането на висши националсоциалисти.[19]
- Род Тейлър като Уинстън Чърчил.[20]
- Харви Кайтел като командира на Копилетата – гласът му може да бъде чут по радиото при разговора му с Рейн и Ланда.
- Дени Меноше като Перие Лападит – френски селянин, укриващ евреи.[21]
- Жаки Идо като Марсел – приятелят на Шошана и прожекционист в киното ѝ.[21]
- Самюъл Джаксън като четец.

### Антагонисти
- Кристоф Валц като щандартенфюрер Ханс Ланда, по прякор Ловеца на евреи – зъл, но същевременно поетичен и чаровен офицер от Вафен-СС с аналитичен ум, придобил прякора си заради умението си да открива укритите из Франция евреи.[9][13] Освен родния си немски, владее отлично френски, английски и италиански език. Тарантино твърди, че това е „вероятно най-великият филмов герой“, който някога е създавал. Първоначално Леонардо ди Каприо е бил спряган за ролята на Ланда,[22] но впоследствие режисьорът решава ролята да се изпълни от немски актьор.[23]
- Даниел Брюл като Фредрик Цолер – млад войник от Вермахта, превърнал се в герой, след като сам отблъсква нападение на цяла американска част. Самият той участва в пропагандния филм на Гьобелс Гордостта на нацията („Stolz der Nation“), описващ подвига му. Цолер харесва славата си и вниманието, което тя му носи, но не е горд с убийството на стотици американски войници. Той харесва Шошана, без да знае за еврейския ѝ произход или плановете ѝ за нацисткото ръководство.
- Аугуст Дийл като щурмбанфюрер Дитер Хелщром – офицер от Гестапо.[20]
- Сьонке Мьоринг като гефрайтер Бутц – единствен оцелял от частта си нацистки войник след нападение на Копилетата.[20]
- Силвестер Грот като Йозеф Гьобелс.[20]
- Мартин Вутке като Адолф Хитлер.[20]

- Жули Драйфус като Франческа Мондино – любовница на Гьобелс и негова преводачка.[24]
- Александер Феелинг като сержант Вилхелм.

## История на създаването
Куентин Тарантино е писал сценария за филма близо десетилетие, като историята постоянно се е разширявала и усложнявала. Той е гледал на сценария като абсолютния си шедьовър. През 2001 Тарантино обяснява:
| „      | Това е моят филм за няколко души на мисия. Моята „Мръсна дузина“ или „Гнездо на орли“ или „Оръдията на Наварон“. | “ |
| [ 26 ] | |   |

По думите му, първоначално историята е започната като уестърн, който впоследствие се превръща във версия на Добрият, лошият и злият, чието действие се развива в окупираната от нацистите Франция. Историята продължава да се променя, и в крайна сметка се оформят значителните елементи на филма като полу-бандитската американска военна част, скалпираща труповете на убитите германци. Самият Тарантино твърди, че за него това е „Спагети-уестърн с иконографията на Втората световна война.“
Първоначално филмът е трябвало да се появи по екраните през 2004 година. До 2002 Тарантино завършва три различни сценария, казвайки че „това са едни от най-добрите неща които съм писал, но тогава не можах да измисля край.“ В същото време други режисьори работят по филми също на тема Втора световна война, и Тарантино решава да отложи работата по филма и да режисира Убий Бил с Ума Търман.
След окончателното приключване на Убий Бил, Куентин Тарантино отново започва работа по Гадни копилета, съкращавайки огромния си сценарий до 222 страници. Този път плановете за появяването на филма по екраните са за края на 2005 година. Режисьорът и сценарист описва историята си по следния начин:
| „ | Ще бъде епично и ще има поглед върху социологическото бойно поле на епохата, с расизма и варварщината на всички страни – нацистите, американците, черните, еврейските войници, а също и французите, тъй като всичко ще се развива във Франция. | “ |

Тарантино за пореден път обаче отлага създаването на филма, като вместо това решава да заснеме кунг фу филм на китайски език, а през 2007 година режисира част от филма Grindhouse. Едва след тези два проекта работата му по Гадни копилета започва отново.

## Продукция
За проекта си Тарантино се обръща към продуцентската компания The Weinstein Company. През 2007 година вестник Айриш Таймс предвижда филмът да бъде прожектиран през 2008, като би представлявал нещо средно между Мръсната дузина и Кръст от желязо. През юли 2008 Тарантино и компания Уайнстайн ускоряват работата по филма, за да бъде завършен той навреме за фестивала в Кан през 2009. Подписва се договор филмът да бъде разпространяван световно от Юнивърсъл Пикчърс. По график, снимките започват на 13 октомври 2008. Специалните ефекти са дело на K.N.B. EFX Group. По-голямата част от филма е снимана в студиото Бабелсберг край Потсдам, както и Бад Шандау, близо до немско-чешката граница. След показването на филма в Кан, Тарантино довършва няколко сцени, които не са станали навреме за фестивала, и така се появява версията, разпространена по световните кина.

### Премиери
- 19 август – Франция, Белгия, Великобритания
- 20 август – Австралия, Германия, Гърция, Казахстан, Нова Зеландия, Русия, Словения, Украйна, Унгария, Хонг Конг
- 21 август – САЩ, Канада, Австрия, Швеция, Естония, Норвегия, Тайван, Турция
- 26 август – Исландия
- 27 август – Аржентина, Нидерландия, Чехия, Португалия, Словакия
- 28 август – България, Литва, Дания
- 4 септември – Финландия, Румъния
- 11 септември – Полша
- 17 септември – Израел
- 18 септември – Испания
- 2 октомври – Италия
- 3 октомври – Япония
- 15 октомври – Сингапур
- 16 октомври – Мексико
- 23 октомври – Бразилия

В България филмът е забранен за лица под 16 години.

## Критическа оценка
Като цяло филмът бива оценен много високо от филмовите критици. На сайта Rotten Tomatoes Гадни копилета има рейтинг от 89%, с обобщение: „Класически трилър на Тарантино, „Гадни копилета“ е жесток, необуздан и съвършено забавляващ“.
На премиерата в Кан филмовите критици и публиката аплодират филма на крака в продължение на 11 минути. Критикът Джеймс Берардинели дава първата си отлична (4/4) филмова рецензия за 2009 година, казвайки: с „Гадни копилета“ Тарантино прави най-добрия си филм след „Криминале“. Същата оценка дава и Роджър Ибърт. Отлична оценка (5/5) дава и критикът Ник Томпсън.
Ан Томпсън от списание Варайъти също оценява високо филма, но според нея "Не можеш да скочиш в света на филма [...] Оставаш някак встрани, наблюдавайки го и наслаждавайки се на препратките. Може да се спечели много от второ гледане."
Някои критици обаче му дават негативни оценки – Питър Брадшоу от Гардиън го нарича „ужасен и разочароващ“, а Даниел Менделсън твърди, че Тарантино просто „превръща евреите в нацисти“. Според в-к Льо Монд „Тарантино се изгубва в света на Втората световна война“
Българските печатни медии и критици също оценяват много високо филма, като средният му рейтинг е 90%. Част от оценките:
- в-к Дума – 90% (Емил Динчев)
- sivosten.com – 70% (Ангел Генчев)
- PC Mania – 100% (Велчо Стефанов)
- в-к Труд – 100% (Владислав Апостолов)
- в-к 24 Часа – 100% (Димитър Стайков)
- Програма „Хоризонт“ на БНР – 80% (Жени Монева)
- Cinefish.bg – 80% (Мариана Иванова)
- dnes.bg – 100% (Петя Славова)

Критикът Девин Фараси от сайта chud.com пише: „Шумотевицата около филма възникна много преди тази рецензия, но нека я продължа: Кристоф Валц няма нужда от номинация за Оскар, той просто заслужава да държи статуетката в ръцете си.“ Кристоф Валц спечелва Златна палма в Кан за най-добър актьор.

## Саундтрак
Подобно на останалите филми на Тарантино, музиката е подбрана лично от него и е разнообразна.
1. „The Green Leaves of Summer“ – Ник Перито
2. „The Verdict (La Condanna“ – Енио Мориконе
3. „Бяла светкавица“ (тема) – Чарлз Бърнстайн
4. „Slaughter“ – Били Престън
5. „The Surrender (La resa)“ – Енио Мориконе
6. „One Silver Dollar (Un Dollaro Bucato“ – Джани Ферио
7. „Davon Geht Die Welt Nicht Unter“ – Зара Лиандър
8. „The Man With The Big Sombrero“ – Саманта Шелтън и Майкъл Андрю
9. „Ich Wollt Ich Wär Ein Huhn“ – Лилиан Харви и Вили Фритч
10. Тема от „Наемниците“ – Жак Лусие
11. „Cat People (Putting Out Fire)“ – Дейвид Боуи
12. „Tiger Tank“ – Лало Шифрин
13. „Un Amico“ – Енио Мориконе
14. „Rabbia e Tarantella“ – Енио Мориконе

## Български дублажи
| Озвучаващи актьори  | Силвия Русинова Даниела Йорданова Васил Бинев Николай Николов Симеон Владов Христо Узунов |
| Преводач            | Миряна Мезеклиева                                                                         |
| Тонрежисьор         | Венцислав Станков                                                                         |
| Режисьор на дублажа | Димитър Кръстев                                                                           |